# Польверини, Рената
Рената Польверини (итал. Renata Polverini; род. 14 мая 1962, Рим) — итальянский профсоюзный деятель и политик, генеральный секретарь Всеобщего союза труда (UGL) с 2006 по 2010 год. В 2010 году избрана губернатором региона Лацио и и 27 сентября 2012 года ушла в отставку. Была членом Европейского социально-экономического комитета (EESC). Депутат Палаты депутатов Италии.

## Биография
Получив диплом в области бухгалтерского учёта, в 1996 году она заняла пост руководителя по международным отношениям и связям с общественностью, а с сентября 1998 года она представляет UGL в Группе II EESC.
С 1999 по 2005 год Польверини занимала должность заместителя генерального секретаря Конфедерации, занимаясь, среди прочего, основными унитарными спорами последних лет, от Alitalia до Fiat в Мелфи, от ThyssenKrupp в Терни до возобновления контракта для общественности. .использовать. За свою профсоюзную деятельность она получила признание Вальтера Велтрони, который хотел, чтобы она была кандидатом в ДП.
Рената Полверини была избрана с 96,7 % голосов генеральным секретарем UGL на Конгрессе, состоявшемся 2—4 февраля 2006 года, сменив Стефано Четику, став первой женщиной в Италии, возглавившей конфедерацию профсоюзов. В мае 2010 года её сменил Джованни Центрелла.
16 декабря 2009 года её кандидатура на пост губернатора региона Лацио была официально утверждена партией «Народ свободы» на региональных выборах, намеченных на весну 2010 года. Польверини пообещала в случае её избрания произвести реформы в системе здравоохранения Лацио, избегая закрытия больниц или сокращения коек, и недопуска создания отдельного департамента здравоохранения.

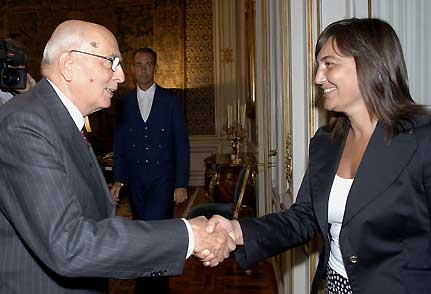
Встреча Ренаты Польверини с президентом Италии Джорджо Наполитано в Квиринальском дворце 26 июля 2006 года

После подсчёта голосов, в котором до последнего времени наблюдались столкновения с кандидатом Эммой Бонино, 30 марта Рената Полверини выиграла борьбу за пост президента региона Лацио с 51,14 % голосов избирателей против 48,32 % избирателей за Бонино.
В 2011 году Польверини получила положительное заключение Европейской комиссии о дальнейшем отступлении от европейских ограничений на проведение операций по очистке воды для снижения уровня мышьяка в муниципалитетах Лацио.
9 июня 2011 года Региональный совет Лацио отклонил (26 — «за» и 42 —- «против») вотум недоверия, представленный оппозицией совету Польверини.
В 2012 году после жалобы, поданной региональным советником Франческо Баттистони, расследование судебной системы в отношении регионального советника Франко Фиорито выявило систему значительных средств, выделяемых членам Регионального совета Лацио, которые часто используются для целей, не касающихся политической деятельность группы, и которые используются в личных целях. Польверини угрожала уйти в отставку, если не будет произведено резкое и немедленное сокращение такой обильной и не очень прозрачной системы пожертвований. По предложению самой Польверини региональный совет решает вдвое сократить количество своего состава, также сократив вдвое средства, выделяемые региональным группам, и упраздняет группы, состоящие только из одного члена. Затем губернатор объявила, что остаётся на своём посту.
Однако из-за шума, вызванного скандалом, члены совета левой и частично центристской оппозиции угрожают уйти в отставку, чтобы перейти на досрочные выборы, в то время как Союз Центра, который поддерживает правоцентристское большинство, первоначально защищая Польверини, вместе с её лидером Пьером Фердинандо Казини присоединяется к предложению об отставке своих советников в регионе. Затем 24 сентября 2012 года, не намереваясь продолжать работу своего совета с сокращенным вдвое составом, во время пресс-конференции Польверини объявила, что откажется от своего мандата губернатор региона Лацио, оставаясь в должности для ведения текущих дел до следующих выборов. 27 сентября она официально подала в отставку.
Рената Польверини возглавляла правительство региона до 12 марта 2013 года, тогда был провозглашён новый губернатор региона Лацио Никола Дзингаретти от Демократической партии. На парламентских выборах 2013 года она была выдвинута и избрана депутатом Палаты депутатов по спискам «Народа свободы».
16 ноября 2013 года, с приостановкой деятельности «Народа свободы», Рената присоединилась к партии «Вперёд, Италия». В мае 2013 года она стала вице-президентом Трудовой комиссии Палаты.
Переизбрана депутатом на парламентских выборах 2018 года. В июле 2020 года стала вице-президентом Комиссии по труду.
4 ноября 2020 года вместе с четырьмя коллегами по партии, а именно Джузи Бартолоцци, Стефанией Престиджакомо, Элио Вито и Матео Перего, Рената проголосовала за подписанный депутатом Алессандро Дзаном (ДП) законопроект «Меры по предотвращению и борьбе с дискриминацией и насилием, основанные на поле, сексуальной ориентации, гендерной идентичности и инвалидности», чтобы противостоять гомотрансфобии, в отличие от своей группы, которая голосует против.
18 января 2021 года, по случаю вотума доверия, запрошенного после выхода «Италия Вива» з большинства, она выражает доверие второму правительству Джузеппе Конте как «акт ответственности» и объявляет о своём выходе из партии «Вперёд, Италия». Затем 21 января она вступила в Демократический центр.
20 мая 2021 года руководитель фракции «Вперёд, Италия» в Палате депутатов Роберто Очкиуто объявил о возвращении Польверини в партию.